# Вербовка (Приморский край)
Ве́рбовка — село в Красноармейском районе Приморского края. Входит в состав Лукьяновского сельского поселения.

## География
Село Вербовка стоит на левом берегу реки Большая Уссурка.
Село Вербовка расположено на автодороге, идущей на восток от Дальнереченска и от автотрассы «Уссури» через сёла Речное и Звенигородку Дальнереченского района и через село Гоголевка Красноармейского района.
На восток от села Вербовка дорога идёт к сёлам Лукьяновка, Гончаровка и к районному центру Новопокровка.
Расстояние до Дальнереченска (на запад) около 38 км, расстояние до Новопокровки (на восток) около 30 км.

## Население
| 1915 | 2002 | 2010 |
| ---- | ---- | ---- |
| 740  | ↘73  | ↘61  |

## Улицы
| - ул. Береговая, - ул. Заречная, - ул. Центральная, | - ул. Шевчука, - ул. Школьная. |

## Экономика
Жители занимаются сельским хозяйством.